# Regierung Grenville

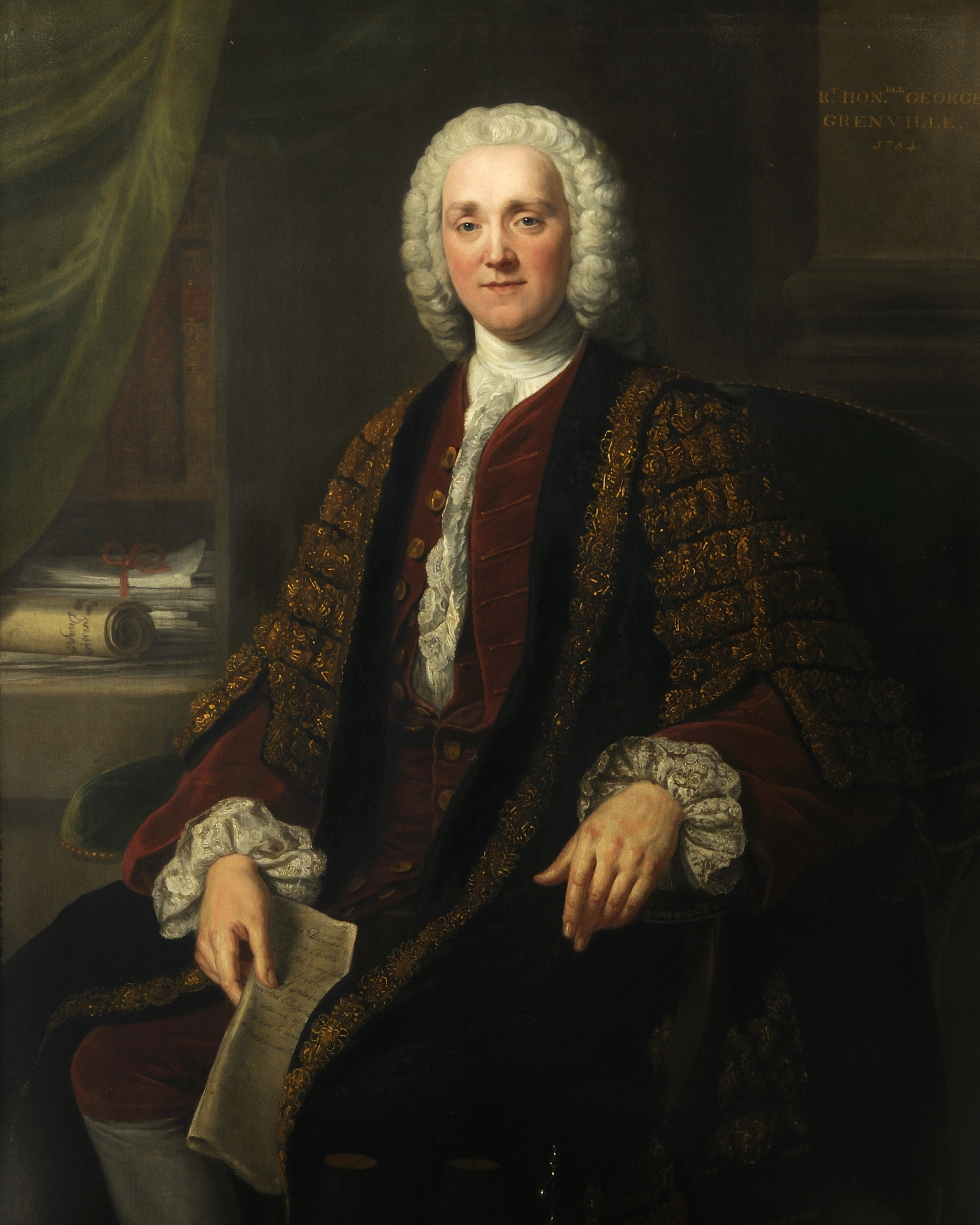
John Stuart, 3. Earl of Bute

Die Regierung Grenville war von 1763 bis 1765 die Regierung des Königreichs Großbritannien. Sie wurde am 16. April 1763 von George Grenville gebildet und löste die Regierung Bute ab. Sie blieb zum 9. Juli 1765 im Amt, woraufhin die Erste Regierung Rockingham gebildet wurde.
Bei den Unterhauswahlen vom 25. März bis zum 5. Mai 1761 gewannen liberalen Whigs unter Thomas Pelham-Holles, 1. Duke of Newcastle-upon-Tyne 466 der 558 Sitze im House of Commons, während die konservativen Tories unter Sir Edmund Isham 112 Abgeordnete stellten.

## Kabinettsmitglieder
Dem Kabinett gehörten folgende Mitglieder an:
| Amt                           | Amtsinhaber                                                                  | Beginn der Amtszeit              | Ende der Amtszeit               |
| ----------------------------- | ---------------------------------------------------------------------------- | -------------------------------- | ------------------------------- |
| Erster Lord des Schatzamtes   | George Grenville                                                             | 16. April 1763                   | 9. Juli 1765                    |
| Lordkanzler                   | Robert Henley, 1. Baron Henley                                               | 16. April 1763                   | 9. Juli 1765                    |
| Lordpräsident des Rates       | John Carteret, 2. Earl Granville John Russell, 4. Duke of Bedford            | 16. April 1763 9. September 1763 | 9. September 1763 9. Juli 1765  |
| Lordsiegelbewahrer            | George Spencer, 4. Duke of Marlborough                                       | 16. April 1763                   | 9. Juli 1765                    |
| Erster Lord der Admiralität   | John Montagu, 4. Earl of Sandwich John Perceval, 2. Earl of Egmont           | 23. April 1763 9. September 1763 | 10. September 1763 9. Juli 1765 |
| Staatssekretär für den Norden | George Montagu-Dunk, 2. Earl of Halifax John Montagu, 4. Earl of Sandwich    | 16. April 1763 9. September 1763 | 9. September 1763 9. Juli 1765  |
| Staatssekretär für den Süden  | Charles Wyndham, 2. Earl of Egremont George Montagu-Dunk, 2. Earl of Halifax | 16. April 1763 21. August 1763   | 9. September 1763 9. Juli 1765  |
| Schatzkanzler                 | George Grenville                                                             | 16. April 1763                   | 9. Juli 1765                    |
| Generalfeldzeugmeister        | John Ligonier, 1. Viscount Ligonier John Manners, Marquess of Granby         | 16. April 1763 30. Juni 1763     | 30. Juni 1763 9. Juli 1765      |